# NGC 3363
NGC 3363 is een spiraalvormig sterrenstelsel in het sterrenbeeld Leeuw. Het hemelobject werd op 22 maart 1882 ontdekt door de Franse astronoom Édouard Jean-Marie Stephan.

## Synoniemen
- UGC 5866
- MCG 4-26-2
- ZWG 125.3
- IRAS10424+2220
- PGC 32089